# Lyocarpus
Lyocarpus é um género botânico pertencente à família Brassicaceae.